# ألان كينغ (كاتب)
ألان كينغ (بالإنجليزية: Allan King) (و. 1930 – 2009 م) هو كاتب سيناريو، ومنتج أفلام، ومخرج سينمائي، من كندا، ولد في فانكوفر، توفي في تورونتو، عن عمر يناهز 79 عاماً بسبب ورم المخ.

## جوائز
حصل على جوائز منها:
- ضابط وسام كندا.

## وصلات خارجية
- ألان كينغ على موقع IMDb (الإنجليزية)
- ألان كينغ على موقع ألو سيني (الفرنسية)
- ألان كينغ على موقع أول موفي (الإنجليزية)
- ألان كينغ على موقع قاعدة بيانات الأفلام السويدية (السويدية)
- ألان كينغ على موقع قاعدة بيانات الفيلم (الإنجليزية)
- ألان كينغ على موقع كينوبويسك (الروسية)